# 2,4,6-三甲基苯甲醛
2,4,6-三甲基苯甲醛（英語：mesitaldehyde）又称米醛，为无色液体，具有特殊性气味的芳香醛。常用于有机合成的前体，用于生产药物、香精和染料等。

## 性质
2,4,6-三甲基苯甲醛为苯甲醛衍生物，常温下稳定。其由三个甲基取代苯甲醛中苯环2,4,6位氢原子得到。推电子的甲基取代使得苯环更容易发生亲电取代反应。甲基的疏水性使其难溶于水等极性溶剂，更以溶于有机溶剂。

## 合成与用途
2,4,6-三甲基苯甲醛由均三甲苯在酸性介质中氧化得到，常用三氧化铬、高锰酸钾等强氧化剂氧化均三甲苯，然后通过分离纯化得到2,4,6-三甲基苯甲醛。或者通过均三甲苯与聚甲醛或二甲基甲酰胺（DMF）等含酰基化合物在特定条件下进行催化反应得到。此外还有2,4,6-三甲基苯乙酮高锰酸钾氧化法、2,4,6-三甲基苯甲酰氯还原法、五羰基铁与2,4,6-三甲基苯锂反应法等。
2,4,6-三甲基苯甲醛被用做药物、香精和染料等产品生产。由于其反应性，2,4,6-三甲基苯自身在医药中不可能作为最终药物分子。